# Antakarinya jezik
Antakarinya jezik (andagarinya; ISO 639-3: ant), jedan od jedanaest jezika podskupine wati, šire skupine pama-nyunga.
Antakarinya ima svega 50 govornika (Wurm and Hattori 1981) u australskoj državi Južna Australija. Govornici se najviše služe i kriolskim [rop]. Najsrodniji mu je warnman [wbt].

## Vanjske poveznice
- Ethnologue (14th)
- Ethnologue (15th)